# Igreja Matriz de Reriz

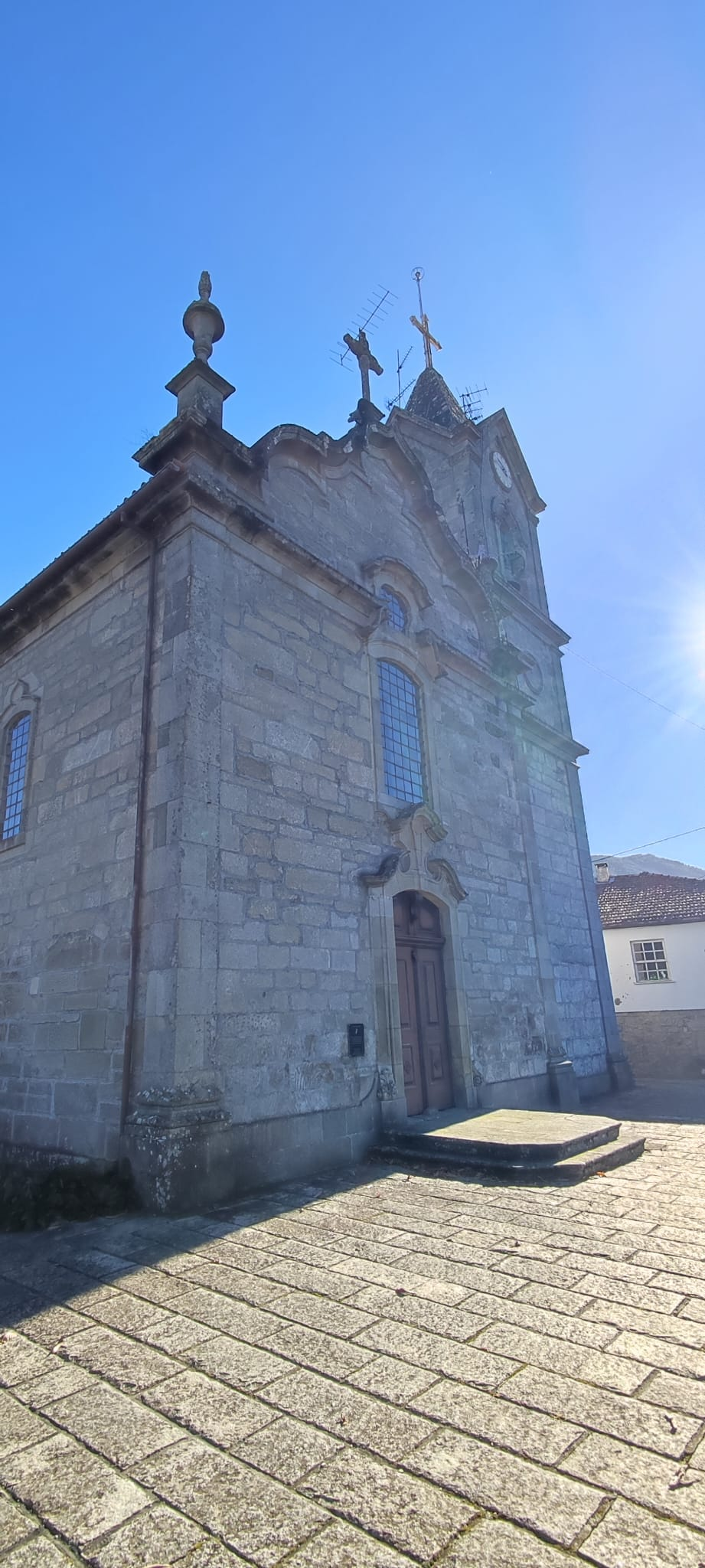
Igreja Matriz de Reriz

A igreja paroquial de Reriz ou a Igreja de São Martinho situa-se na União de freguesias de Reriz e Gafanhão, Castro Daire. Esta freguesia é uma de 22 freguesias pertencentes ao concelho e tem bastante história. Esta igreja anteriormente, por razões administrativas, localizava-se no concelho de Reriz até 1834. Nesse mesmo ano houve uma reforma administrativa que reduziu os concelhos passando para o concelho de Castro Daire, onde encontra-se até aos dias de hoje. Houve também uma alteração no nível de freguesias, anteriormente Reriz também foi freguesia, mas em 2014 houve uma alteração e agora a aldeia de Reriz onde se localiza esta igreja está contida na freguesia de Reriz e do Gafanhão. 
Nesta aldeia são celebrados 3 festividades anuais:
- S. Sebastião (20 de Janeiro);[3]

- St.º António (13 de Junho);

- S. Martinho (11 de Novembro) [4][5]

É realizada uma procissão em honra de Stº António que se inicia na capela de Santo António, Reriz.
A Igreja Paroquial de Reriz ou a Igreja Matriz de Reriz é um templo religioso rodeado por um calvário,por um cruzeiro de granito, com vários desenhos esculpidos, um cemitério e várias capelas.
Esta igreja, construída em 1258, foi um grande alvo de criticas pela sua localização. O Pároco da freguesia, Estevão Mendes afirmou que a igreja como estava entre o Rio Pongide e a vila de Reriz deveria pertencer ao padroado e não ao poder de Lafões. Desse modo a igreja foi demolida.
Em 1807 foi pedida a licença para benzer e nessa mesma época foi dado o início da construção da atual igreja de São Martinho com o abade Pedro Homem Cardoso. Aproximadamente 100 anos depois esta igreja foi ornamentada e restaurada, nomeadamente pintada de branco. É possível observar a ausência desta cor branca na igreja visto que há 30 anos, por vontade da povoação, foi retirada preservando o granito. Após o 25 de abril foi também melhorada e ampliada sendo que, antes desta data, a igreja estava num estado calamitoso. 

## Cruzeiro de Reriz

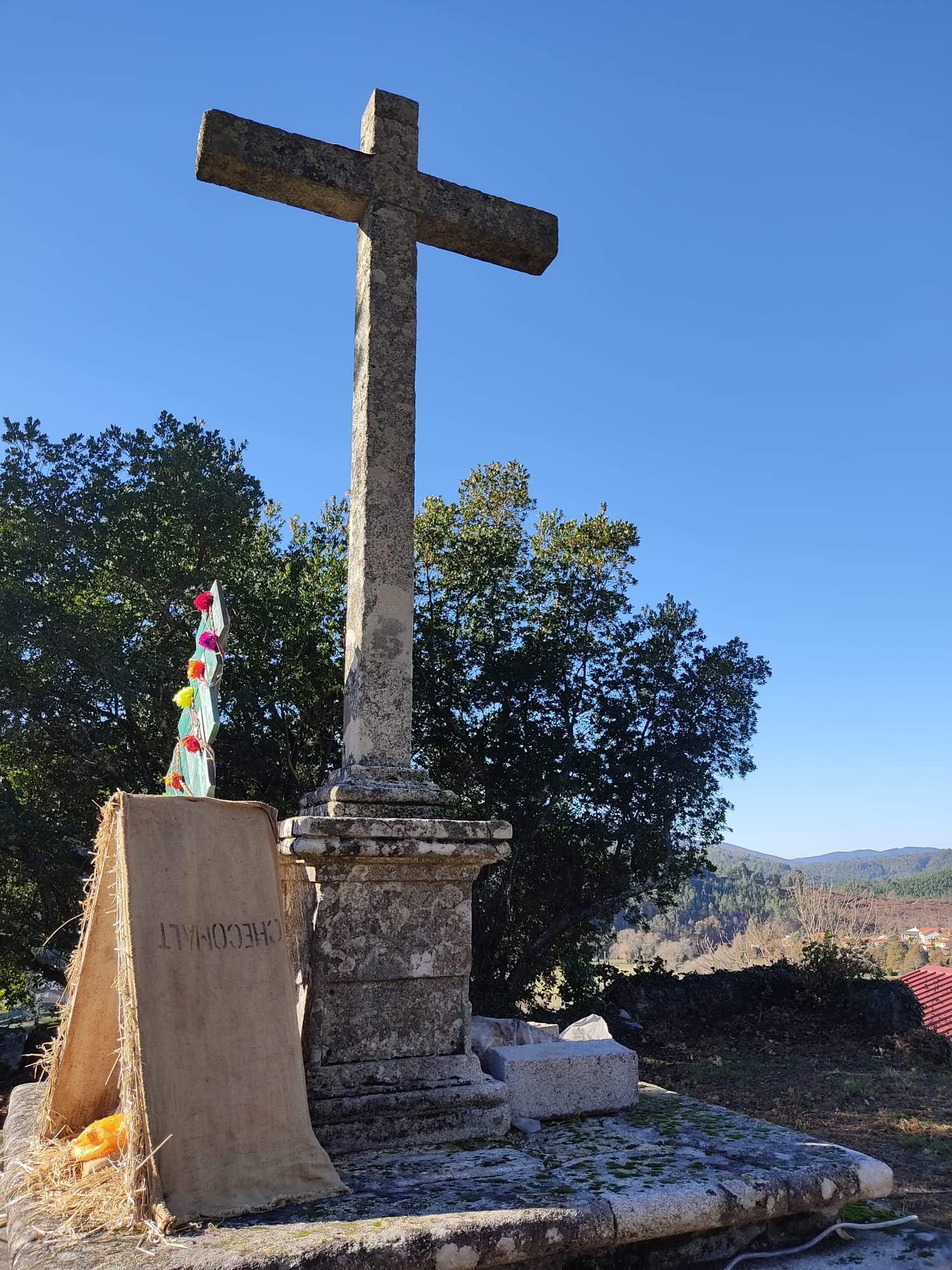
Cruzeiro de Reriz

O Cruzeiro de Reriz está na entrada da aldeia de Reriz num monte, este cruzeiro é de granito com um pequeno altar. Nas épocas festivas, nomeadamente no Natal este tem várias decorações alusivas à época do ano.

## Cemitério de Reriz

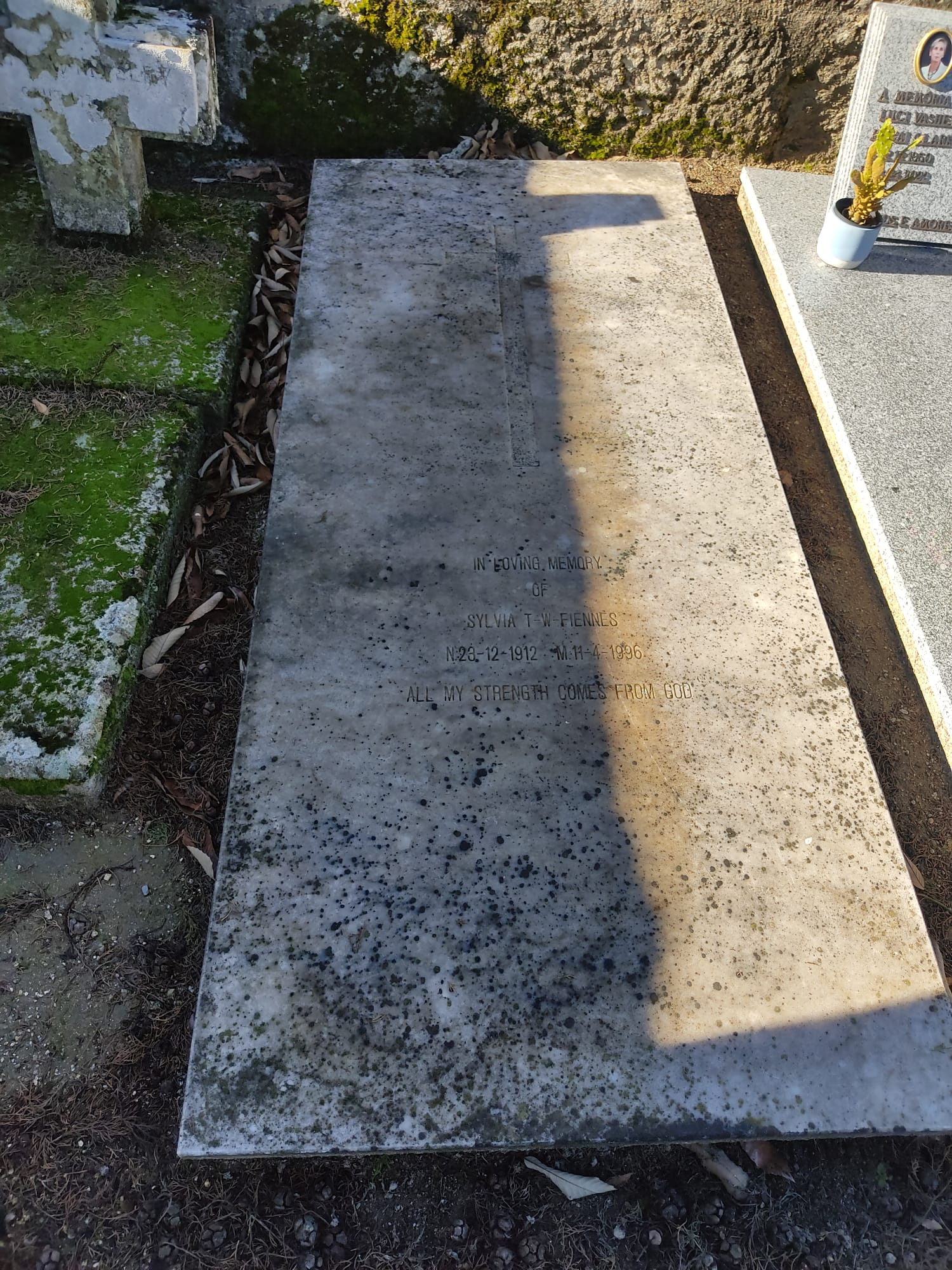
Campa de Sylvia Fiennes

No século XX, a zona de Reriz encheu-se de estrangeiros devido, em parte, à II guerra mundial. Nacionalidades como, Ingleses, Australianos, Espanhóis, Brasileiros, Holandeses e Alemães abrigaram-se maioritariamente na zona de Reriz na esperança de arranjar um lugar mais pacífico. Como tal, muitos deles, foram sepultados no cemitério de Reriz. Nomes como:
-Edith (…), falecida no ano de 1938; 
-Fred (…), falecido no ano de 1942;
-Peter Wilson, falecido no ano de 1985; 
-Sylvia T- W- Fiennes, falecida a 11 de abril de 1996.
Um famoso exemplo é Sylvia Fiennes, avó dos famosos irmãos Fiennes, um deles, Ralph Fiennes, bastante conhecido por interpretar a personagem Voldemort, em Harry Potter.

## Centro Social Paroquial de Reriz

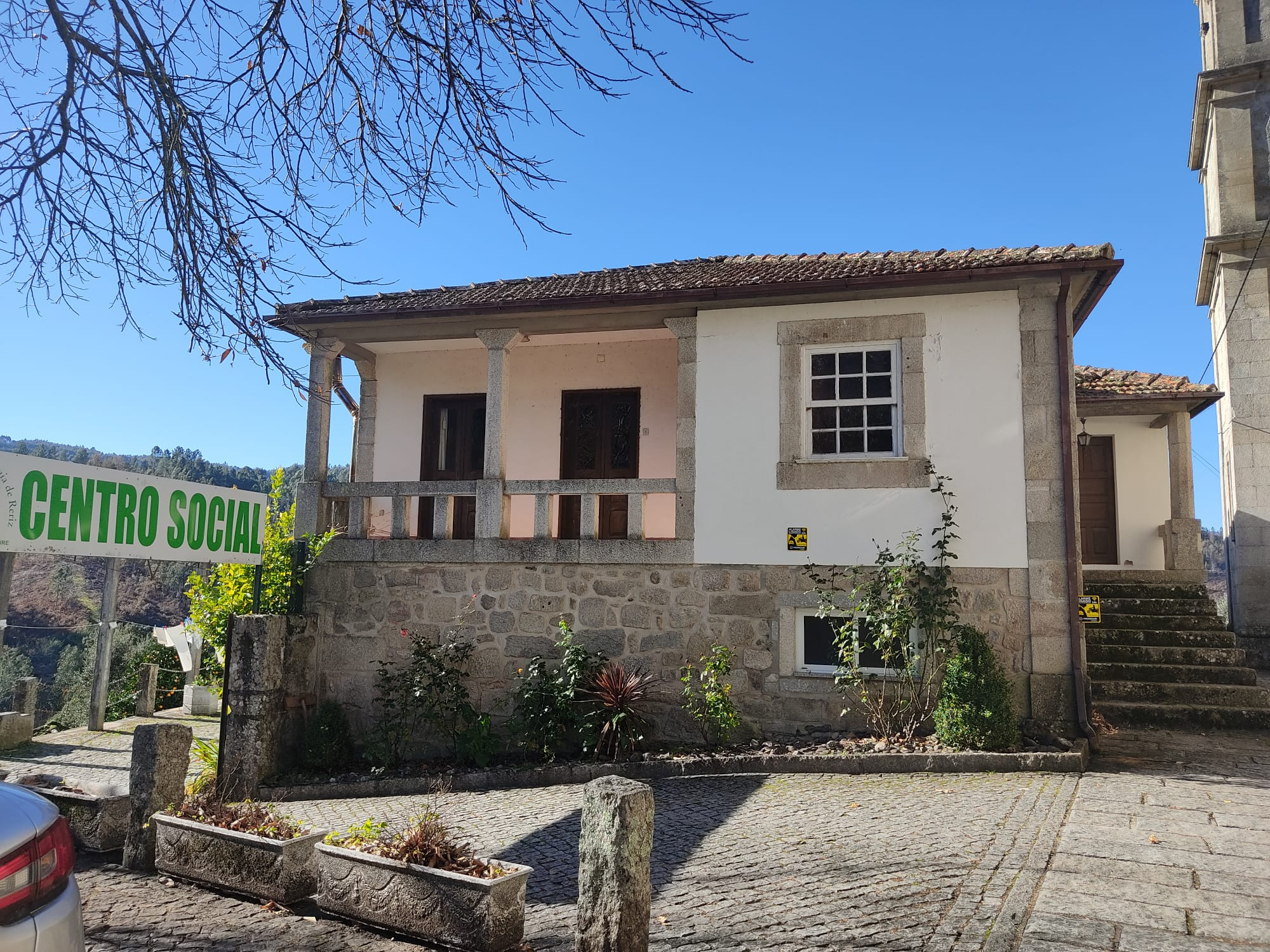
Centro Social e Paroquial de Reriz

Esta Igreja de Reriz também está infimamente relacionada com o Centro Social Paroquial de Reriz. Este tem como objetivos uma contribuição à paróquia subjacente, tal como o apoio a todos Rerizenses num espírito cristão e solidariedade. O seu trabalho baseia-se no apoio de pessoas em situação de dependência onde são apoiadas em diversas formas com objetivo de melhorar a qualidade de vida. Este apoio poderá ser no próprio centro ou na sua habitação. Os apoios que este centro poderá disponibilizar são:
- Apoio de cuidados de higiene e conforto pessoal;

- Consultas de enfermagem ao domicilio;

- Apoio na marcação de consultas e exames médicos;
- Apoio à Medicação;
- Higiene  Habitacional;
- Preparação, confeção e acondicionamento de refeições;
- Tratamento de roupas;
- Acompanhamento ao exterior;
- Apoio na aquisição de bens e serviços;
- Animação e recreação.[15][16]

## Capelas de Reriz
Reriz  está rodeada de vários templos religiosos, nomeadamente 13 capelas, sendo que 3 das capelas são privadas.

### Capela de N.ª Senhora de Rodes ou da Natividade
Esta capela foi mandada construir pelo Ermitão Leovegilgo de Almeida em meados de 1140 e 1141.Este Ermitão interveio na Batalha de Ourique onde conheceu D. Afonso Henriques. Esta capela tinha um problema bastante curioso, estava construída nas extremidades de 2 freguesias sendo elas Gafanhão e Reriz. Isto suscitava inúmeros problemas por exemplo a repartição das oferendas pelas 2 freguesias. Para resolver este problema, no século XVIII, a capela foi edificada em território de Reriz enquanto a capela-mor foi reconstruída no Gafanhão. E por fim, dia 3 de setembro de 1740 estas edificações religiosas foram benzidas pelo abade de Reriz.

### Capela de Santa Comba
Este santuário localiza-se em Savariz, uma pequena aldeia pertencente à União das freguesias de Reriz e do Gafanhão. Nesta capela é possível observar uma escultura de pedra de Ançã do século XVI do orago, Santa Comba.

### Capela de Santa Bárbara
Este templo situa-se em Solgos, uma aldeia pertencente a Castro Daire. A sua reedificação deu-se na primeira metade do século XVIII, em Março do ano de 1733 foi entregue a licença para o arcipreste de Mões a benzer.

### Capela de S. Sebastião

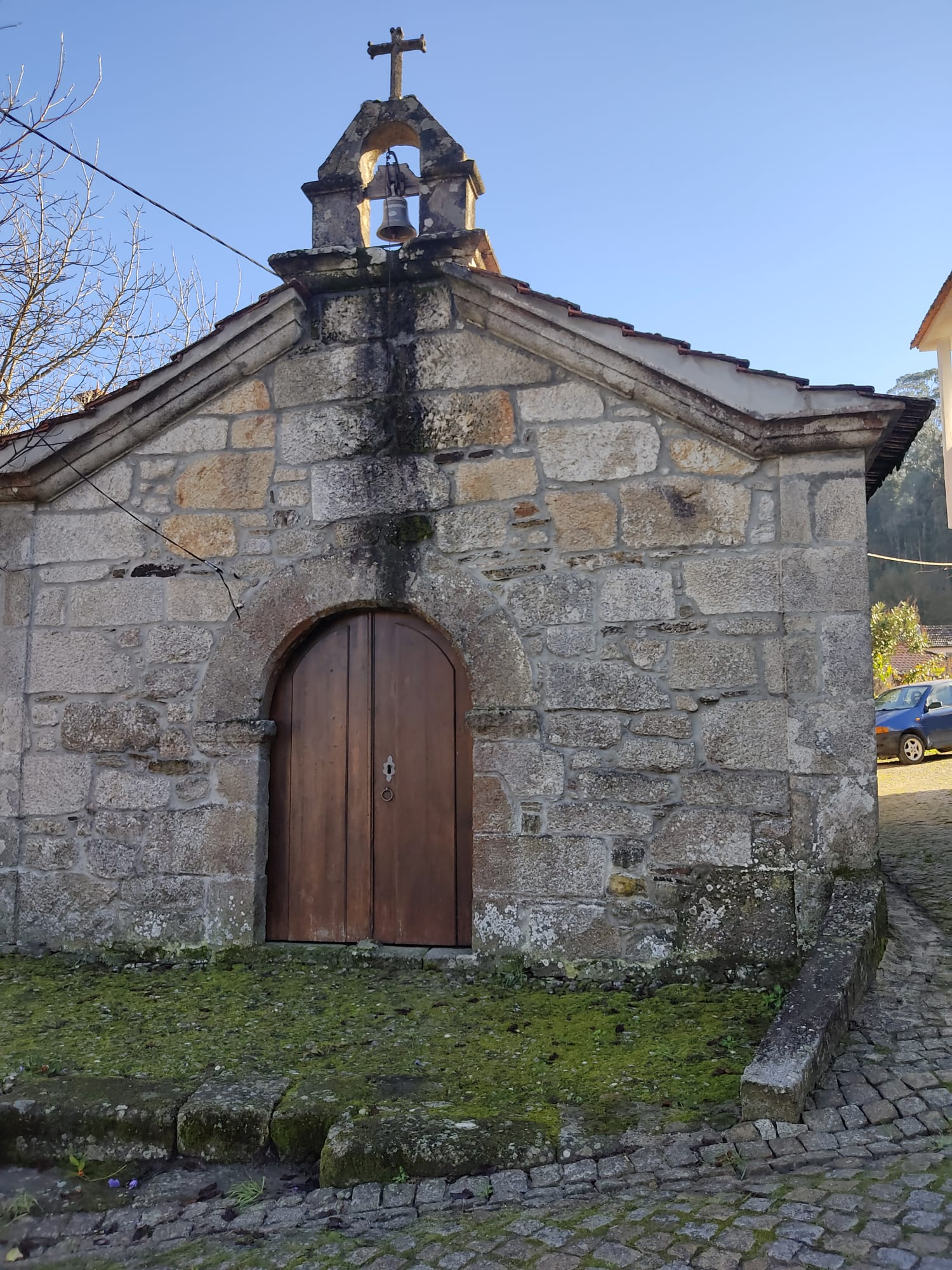
Capela de S. Sebastião

A capela de S. Sebastião foi construída na  2.ª metade do séc. XVI e situa-se no sítio de na aldeia de Reriz. Esta capela já foi a principal de Reriz porque a Igreja de São Martinho estava em reconstrução nos primeiros anos do século XIX.

### Capela da Nossa Senhora de Fátima
A Capela da Nossa Senhora de Fátima encontra-se numa aldeia denominada por Veado, o seu orago, como o nome indica, é a Nossa Senhora de Fátima.

### Capela de Santo António

Capela de Santo António

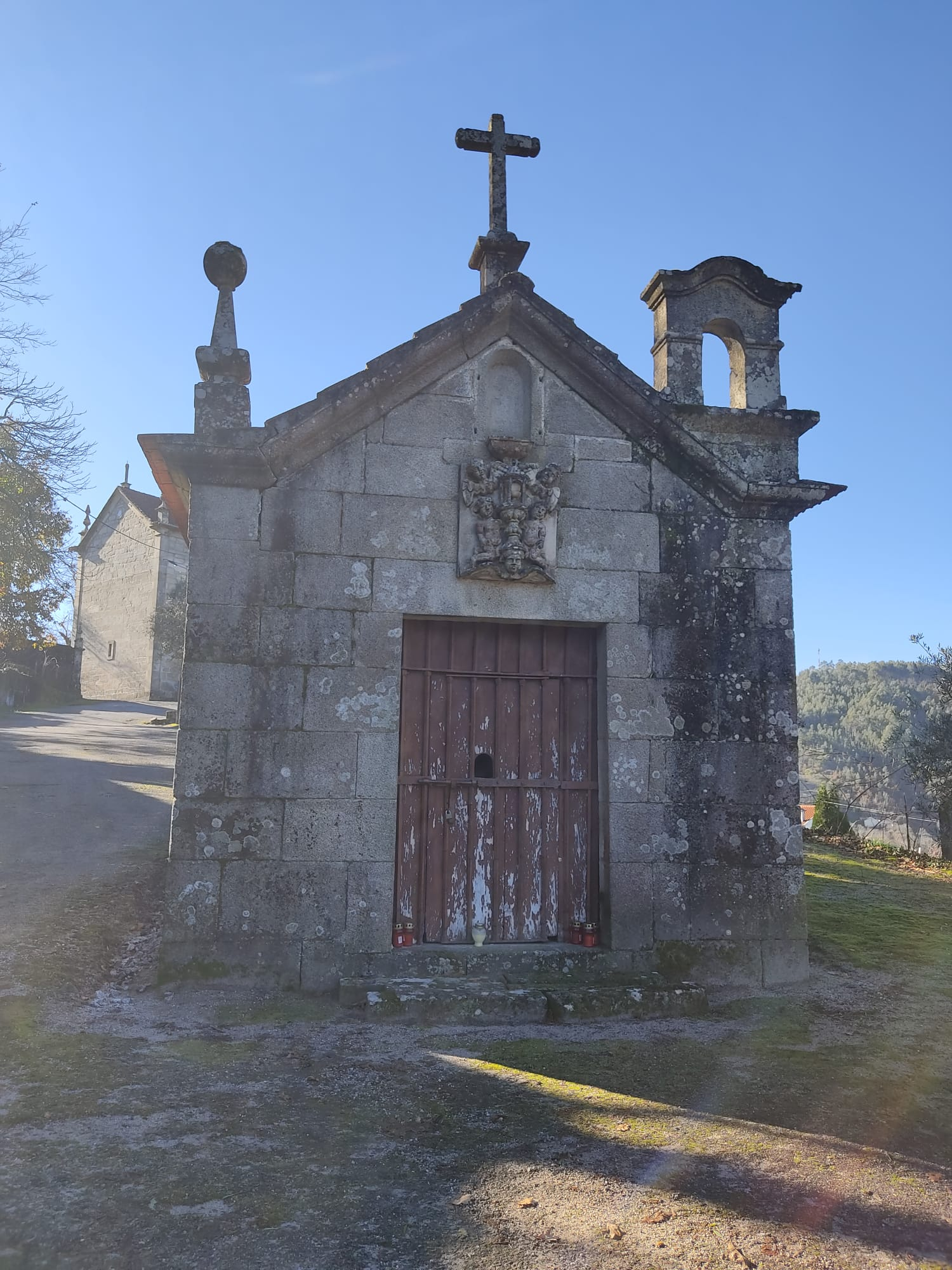
Capela do Bom Jesus

Esta capela encontra-se situada fora da localidade, no Monte do Outeiro, à semelhança da localização da Capela da S.ª de Rodes no Monte das Cabeçadas. 

### Capela do Bom Jesus
A capela do Bom Jesus ou Senhor dos Passos situa-se na proximidade da Igreja Matriz e foi mandada construir pelo abade Gregório Gomes de Azevedo em 1741. No lado direito encontra-se uma sineira datada de 1889 e no centro é possível observar uma escultura policromada da Santíssima Trindade do século XVI. No seu interior existe uma escultura de 130cm do século XVII de pedra policromada representando o senhor com a cruz ao ombro  

### Capela da Senhora da Conceição em Outeirelo
Esta capela é uma capela privada, mas bem preservada que se situa na nascente de Reriz.

### Capela de Santa Ana
Em Casal Bom existe um santuário que tem como orago Santa Ana. Esta foi reconstruída no final do século XVIII por a antiga ser muito pequena. A licença para bênção foi entregue em Julho de 1784. Atualmente esta capela já não é possível encontrar visto que foi demolida.

### Capela da Nossa Senhora da Saúde
Este templo situa-se em Casal Bom, uma aldeia pertencente a Reriz, tem como orago a Nossa Senhora da Saúde.

### Capela de S. José

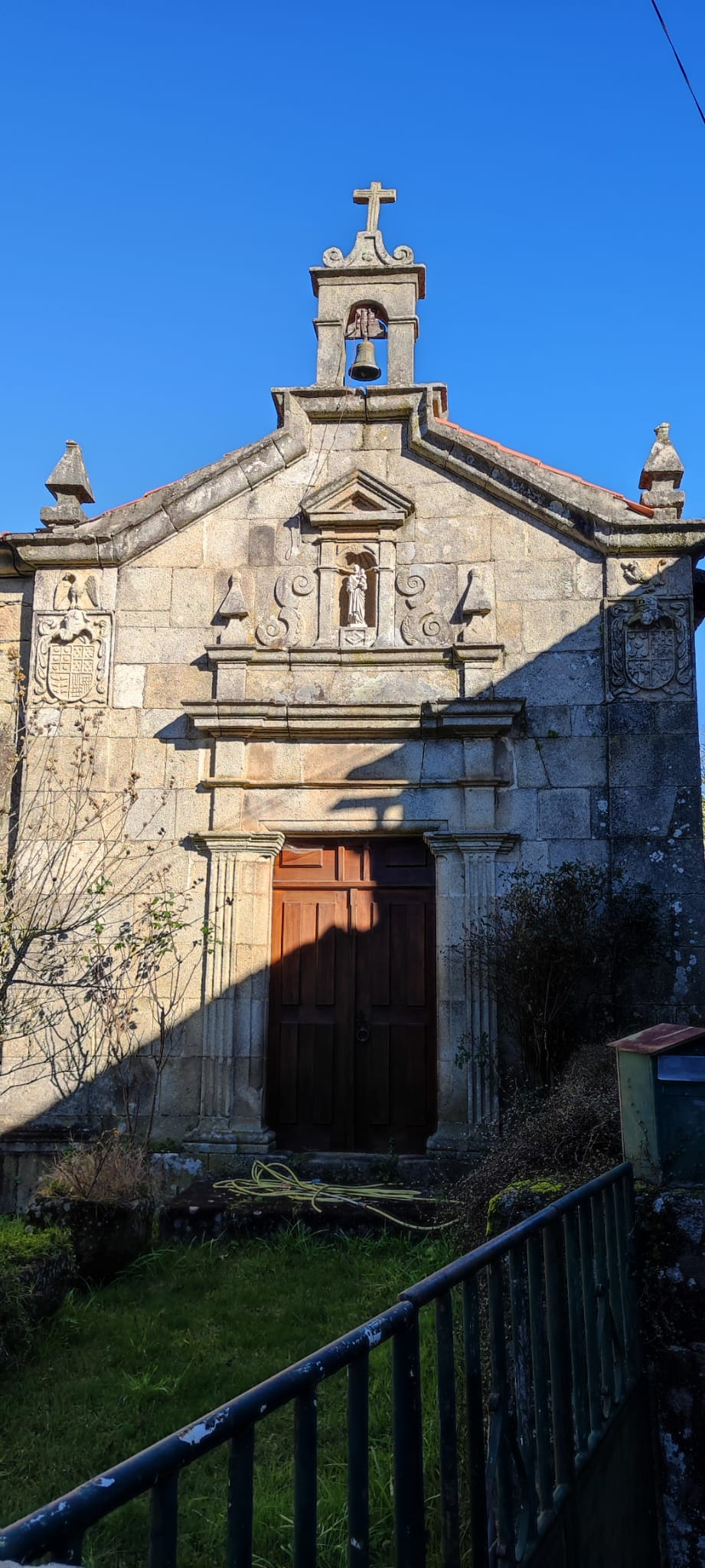
Capela de São José

A capela de S. José situa-se no centro de Reriz e é privada. Diogo Ribeiro Pinto de Almeida e sua mulher ordenaram a sua construção no século XVII. Este templo religioso tem uma característica única que difere-a das outras. Nos cantos superiores esquerdo e direito é possível observar dois brasões.

### Capela de Nossa Senhora da Saúde
Esta capela localiza-se próxima à Quinta do Padro, em Casal Bom e tem como orago a N. Sra. da Saúde. Em 2001 esta capela foi reestruturada com o fim de ter um melhor acesso aos Rerizenses.

### Capela de Nossa Senhora da Ajuda ou Rebelo
Por último, mas não de menor importância, a capela da S.ª da Ajuda foi mandada construir por Carlos José de Siqueira Leitão, casado com D. Luísa Teresa Pereira Pinto de Vasconcelos, junto das suas casas da Quinta do Rebelo. É também de reforçar que é também particular e a 28 de Agosto de 1780 foi concedida licença para a bênção deste local de culto.

## Trilho do Paiva

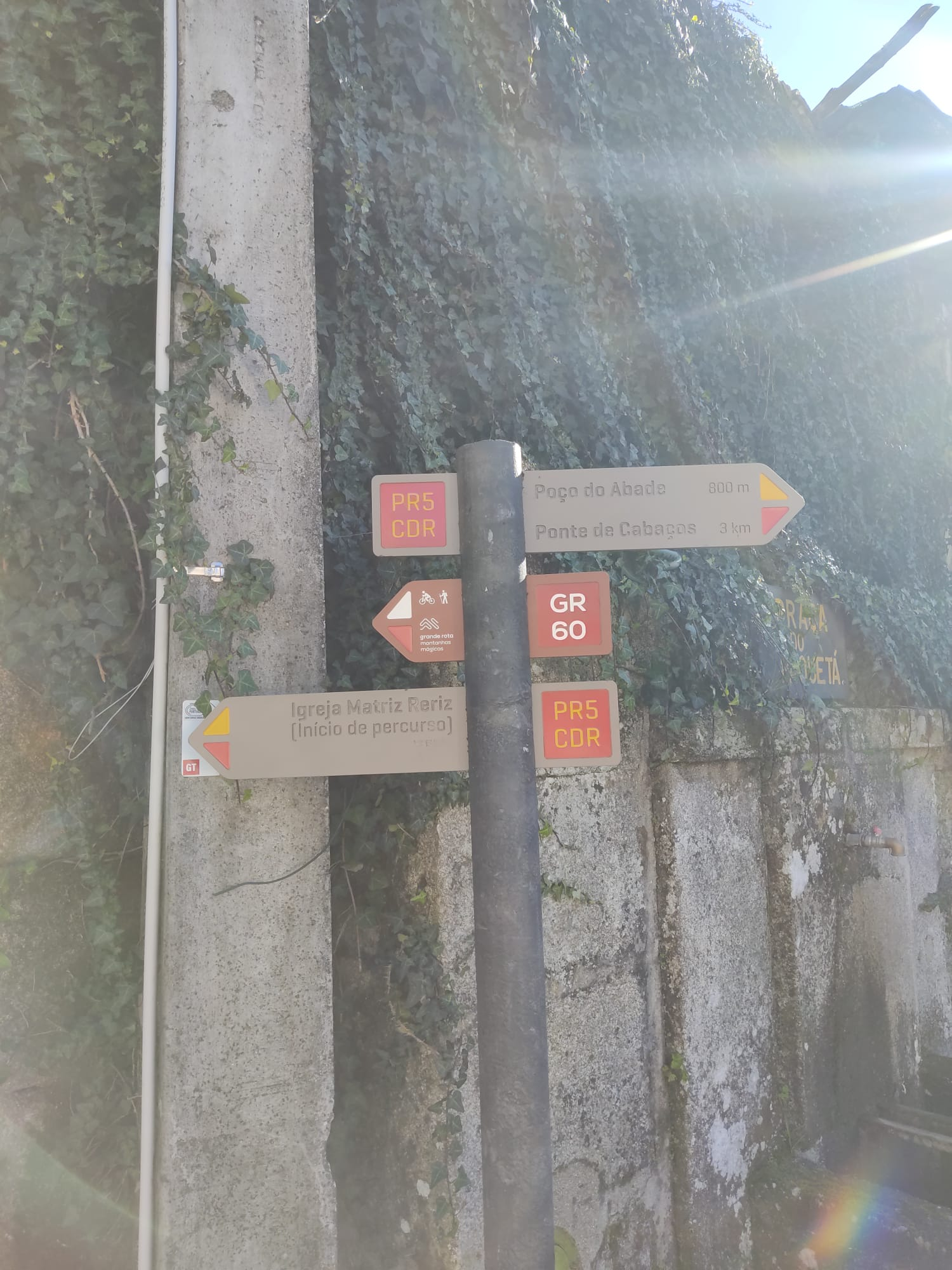
Trilho do Paiva

É No largo da igreja paroquial de Reriz  o ponto de encontro para os interessados no Trilho do Paiva.  Este trilho é de dificuldade fácil e tem de extensão 6,5kms.O mês de maio, também conhecido por maio pedestre é o mês onde são feitas caminhadas em vários trilhos, nomeadamente o Trilho do Paiva para celebrar a época festiva.

## Curiosidades
- A palavra Reriz sofreu uma grande evolução toponímica. Séculos antes a freguesia era conhecida por Rodoriz, depois evoluiu para Rreriz (1514), e por fim alterou-se pela aférese do r, Reriz. [4][2]
- No cemitério de Reriz, as campas dos Ingleses, estão ao contrário das demais, com a cabeça voltada para poente.[11]
- Em Reriz existem algumas sepulturas escavadas na rocha e historiadores acreditam que estas sepulturas são da época dos mouros(A Cama da Moura). Estes vestígios, infelizmente já destruídos, são a primeira prova da existência de povoação nesta localidade, no século XI.[2][25]É possível observar uma das sepulturas em Reriz, destruída, pela abertura da estrada.[26]

## Ligações Externas
http://cspreriz.org/pt/index.php/historia-da-paroquia
https://www.pedroalves-arq.pt/books/Reriz%20tem%20historia.pdf
http://www.trilhos-serranos.pt/